# There's No Business Like Show Business
There's No Business Like Show Business es una composición de Irving Berlin escrito para el musical Annie Get Your Gun (1946). La canción pretende ensalzar el show business con el fin de convencer a Annie Oakley a unirse al Wild West Show de Buffalo Bill. 
Se incluye asimismo en la película Luces de candilejas, cantada por Ethel Merman. La película, dirigida por Walter Lang, es básicamente un compendio de temas escritos por Berlin.
Como muchas de las composiciones de Berlín, forma parte del Great American Songbook.